# Enicmus transversithorax
Enicmus transversithorax is een keversoort uit de familie schimmelkevers (Latridiidae). De wetenschappelijke naam van de soort werd in 1967 gepubliceerd door Roger Dajoz.